# Спектральная щель (физика)
Спектральная щель (физика) — понятие квантовой механики, означающее разность энергий физической системы между ее основным состоянием и ее первым возбужденным состоянием.
Массовая щель — спектральная щель между вакуумом и легчайшей частицей. Гамильтониан со спектральной щелью называется ‘’гамильтониан с щелью’’, без спектральной щели - ‘’бесщелевым гамильтонианом’’.
В физике твёрдого тела наиболее важный случай появления спектральной щели возникает при моделировании системы многих электронов в твердом теле. В этом случае ее часто называют энергетический зазор.
В квантовых системах многих тел основные состояния гамильтонианов с щелями имеют экспоненциальное затухание корреляций.
В 2015 году было показано, что проблема определения существования спектральной щели в пространстве двух или более измерений является неразрешимой.
Авторам удалось свести проблему спектральной щели к проблеме остановки машины Тьюринга, которая неразрешима.
Авторы использовали апериодическую мозаику квантовой машины Тьюринга и показали, что в этой моделируемой системе образуется спектральная щель тогда и только тогда, когда машина останавливается.
Проблема спектральной щели в одномерном случае также была признана неразрешимой в 2020 году путём построения цепочки взаимодействующих кубитов, разделенных на блоки, которые дают вклад энергии в основное состояние тогда и только тогда, когда они проводят полное вычисление, выполняемое машиной Тьюринга, и демонстрации того, что в моделируемой системе образуется спектральная щель. тогда и только тогда, когда машина не останавливается.